# Kotzenaurach
Kotzenaurach ist ein Gemeindeteil des Marktes Markt Erlbach im Landkreis Neustadt an der Aisch-Bad Windsheim (Mittelfranken, Bayern). Die Gemarkung Kotzenaurach hat eine Fläche von 3,194 km². Sie ist in 403 Flurstücke aufgeteilt, die eine durchschnittliche Flurstücksfläche von 7925,61 m² haben. In ihr liegen neben dem namensgebenden Ort die Gemeindeteile Holzmühle, Kappersberg, Knochenhof und Ziegelhütte.

## Geografie
Durch das Dorf fließt die Mittlere Aurach. Im Nordosten grenzt das Waldgebiet Baumgarten an, 0,25 km südöstlich liegt das Pfaffenholz. 0,5 km südwestlich liegen die Schmalkerbe, der Hammerbuck und das Zedergründlein. Gemeindeverbindungsstraßen führen nach Mosbach (1,1 km nordwestlich), nach Kappersberg (1,2 km südlich), nach Buchklingen zur Kreisstraße NEA 24 (2,4 km nordwestlich) und zur Staatsstraße 2244 bei Neidhardswinden (2,2 km östlich). Eine Anliegerstraße führt zur Holzmühle (1 km nordöstlich).

## Geschichte
Der Ort wurde im Lehenbuch des Hochstifts Würzburg als „Kotzenurach“ erstmals urkundlich erwähnt. In diesem wurde verzeichnet, dass Bischof Andreas von Gundelfingen (1303–13) dort eine Mühle und Hube dem Walther von Seckendorf zu Lehen gab. 1311 übereignete Burggraf Friedrich IV. dem Kloster Heilsbronn einen Novalzehnten in „Kotzenurach“. Das Kloster erwarb dort in der Folgezeit insgesamt neun Güter und 30 Morgen Gemeindewald. Laut Salbuch der Herrschaft Wilhermsdorf von 1575 war Kotzenaurach verödet. Erst in der zweiten Hälfte des 17. Jahrhunderts wurde der Ort wieder errichtet. Bis in die 1850er Jahre wurde der Ort als „Kurzenauarach“ bezeichnet.
Gegen Ende des 18. Jahrhunderts gab es in Kotzenaurach 20 Anwesen (2 Mühlen, 1 Schmiede, 1 Hof, 5 Güter, 7 Häuser, 4 Häuslein). Das Hochgericht und die Dorf- und Gemeindeherrschaft übte die Herrschaft Wilhermsdorf aus. Alle Anwesen hatten das Rittergut Buchklingen als Grundherrn.
Im Jahre 1810 kam Kotzenaurach an das Königreich Bayern. Im Rahmen des Gemeindeedikts wurde es dem 1811 gebildeten Steuerdistrikt Buchklingen zugeordnet. Der Ort war bis 1815 eine Realgemeinde, gehörte dann der Ruralgemeinde Buchklingen an und unterstand bis 1818 dem Herrschaftsgericht Wilhermsdorf. Am 9. November 1824 entstand die Ruralgemeinde Kotzenaurach, in die die ehemalige Gemeinde Kappersberg mit Knochenhof und Ziegelhütte integriert wurde. Sie war in Verwaltung und Gerichtsbarkeit dem Landgericht Markt Erlbach zugeordnet und in der Finanzverwaltung teils dem Rentamt Ipsheim (Kappersberg, Knockenhof und Ziegelhütte), teils dem Rentamt Neustadt an der Aisch (Kotzenaurach). Die freiwillige Gerichtsbarkeit und die Polizei hatte das Patrimonialgericht Wilhermsdorf bis 1839 inne. Ab 1862 gehörte Kotzenaurach zum Bezirksamt Neustadt an der Aisch (1939 in Landkreis Neustadt an der Aisch umbenannt) und ab 1856 zum Rentamt Markt Erlbach (1919–1929: Finanzamt Markt Erlbach, 1929–1972: Finanzamt Neustadt an der Aisch, seit 1972: Finanzamt Uffenheim). Die Gerichtsbarkeit blieb beim Landgericht Markt Erlbach (1879 in Amtsgericht Markt Erlbach umbenannt), von 1959 bis 1972 war das Amtsgericht Fürth zuständig, seitdem ist es das Amtsgericht Neustadt an der Aisch. Die Gemeinde hatte 1964 eine Gebietsfläche von 2,924 km².
Am 1. Juni 1968 wurde Kotzenaurach nach Markt Erlbach eingemeindet.

### Baudenkmäler
- Haus Nr. 2: Hammermühle[13]

ehemalige Baudenkmäler
- Haus Nr. 3: ursprünglich eingeschossiges Wohnstallhaus, im Sturz „J“(ohann) „F“(riedrich) „M“(üller) „1824“, nach gemalter Inschrift im Quergiebel umgebaut von „Mich./Mayer/1912“; Quadersockel, am Stallteil profiliertes Holztraufgesims[14]
- Haus Nr. 8: eingeschossiges Satteldachhaus, im Türsturz „18 F“(?) „B“(ischof) „22“; drei Dachgeschosse, Gurtbänder, Quadersockel mit stichbogigen Kellerfenstern, profiliertes Holztraufgesims, Haustür unregelmäßig zweigeteilt dreifeldrig, aufgedoppelt.[14]
- Scheune an der Mittleren Aurach: 1897; Quaderbau mit Riegelfachwerkgiebel; an der Breitseite zwei stichbogige Tore mit Rechteckfenster darüber, der Sturz des südlichen bezeichnet mit „18 FPP 97“[14]

### Einwohnerentwicklung
Gemeinde Kotzenaurach
| Jahr      | 1840   | 1852   | 1855   | 1861   | 1867   | 1871   | 1875   | 1880   | 1885   | 1890   | 1895   | 1900   | 1905   | 1910   | 1919   | 1925   | 1933   | 1939   | 1946   | 1950   | 1952   | 1961   |
| Einwohner | 190    | 239    | 227    | 206    | 193    | 173    | 167    | 182    | 176    | 172    | 158    | 147    | 135    | 149    | 147    | 147    | 138    | 134    | 211    | 203    | 177    | 118    |
| Häuser    | 34     |        |        |        |        | 36     |        |        | 35     | 35     |        | 35     |        |        |        | 30     |        |        |        | 29     |        | 28     |
| Quelle    | [ 16 ] | [ 17 ] | [ 17 ] | [ 18 ] | [ 19 ] | [ 20 ] | [ 21 ] | [ 22 ] | [ 23 ] | [ 24 ] | [ 17 ] | [ 25 ] | [ 17 ] | [ 26 ] | [ 17 ] | [ 27 ] | [ 17 ] | [ 17 ] | [ 17 ] | [ 28 ] | [ 17 ] | [ 10 ] |

Ort Kotzenaurach
| Jahr      | 001818 | 001840 | 001861 | 001871 | 001885 | 001900 | 001925 | 001950 | 001961 | 001970 | 001987 | 002017 | 002023 |
| Einwohner | 111    | 136    | 131    | 114    | 116    | 99     | 86     | 113    | 66     | 67     | 47     | *58    | *87    |
| Häuser    | 31     | 23     |        |        | 23     | 23     | 19     | 17     | 17     |        | 19     |        |        |
| Quelle    | [ 29 ] | [ 16 ] | [ 18 ] | [ 20 ] | [ 23 ] | [ 25 ] | [ 27 ] | [ 28 ] | [ 10 ] | [ 30 ] | [ 31 ] |        | [ 1 ]  |

## Religion
Der Ort ist seit der Reformation evangelisch-lutherisch geprägt und bis heute nach St. Johannes der Täufer (Neidhardswinden) gepfarrt. Die Katholiken gehören zur Kirchengemeinde Maria Namen (Markt Erlbach), die ursprünglich eine Filiale von St. Michael (Wilhermsdorf) war und seit 2019 eine Filiale von St. Johannis Enthauptung (Neustadt an der Aisch) ist.

## Wanderwege
Durch den Ort führt der Fernwanderweg Aurach-Weg.